# Steve Harkness
Pour les articles homonymes, voir Harkness.
Steve Harkness, né le 27 août 1971 à Carlisle (Angleterre), est un footballeur anglais, qui évoluait au poste de défenseur à Liverpool.

## Carrière
- 1989 : Carlisle United
- 1989-1993 : Liverpool
- 1993 : Huddersfield Town
- 1993-1995 : Liverpool
- 1995 : Southend United
- 1995-1999 : Liverpool
- 1999 : Benfica Lisbonne
- 1999-2000 : Blackburn Rovers
- 2000-2002 : Sheffield Wednesday
- 2002 : Chester City  [1],[2]

## Palmarès

### Avec Liverpool
- Vainqueur du Championnat d'Angleterre de football en 1990.
- Vainqueur de la Coupe d'Angleterre de football en 1992.
- Vainqueur de la Coupe de la Ligue anglaise de football en 1995.